# Iván Santos (actor)
Iván Santos Izquierdo (Torrejón de Ardoz, Madrid, España, 11 de noviembre de 1978) es un actor español.
Ha actuado en varias series de televisión españolas siendo especialmente recordado por el personaje de Alberto, el sobrino adolescente de Nacho Martín (Emilio Aragón) en la célebre Médico de familia.

## Filmografía
| Año       | Serie de televisión                | Personaje                |
| --------- | ---------------------------------- | ------------------------ |
| 2006      | Hospital Central                   | Iván                     |
| 2002–2003 | Géminis, venganza de amor          | Tobías                   |
| 1995-1999 | Médico de familia                  | Alberto Fernández Martín |
| 1996      | Turno de oficio: Diez años después | Ángel                    |
| 1996      | Canguros                           | Iván                     |
| 1994      | Todos los hombres sois iguales     | Alberto                  |
| 1993      | Mar de dudas                       | Alberto                  |